# سیارک ۱۷۹۲۸
سیارک ۱۷۹۲۸ (به انگلیسی: 17928 Neuwirth، نامگذاری:1999GJ21) هفده هزار و نهصد و بیست و هشتمین سیارک کشف شده‌است که در ۱۵ آوریل ۱۹۹۹ کشف شد.
قدر مطلق سیارک برابر ۱۹.۵ است.